# 政教一致
政教一致（せいきょういっち、英: unity of religion and politicsなど）とは、政治と宗教が一体化した統治体制の型。あるいは宗教組織と政治組織が一体化した統治の型。
政教分離の対語。

## 概説
キリスト教における政教一致と、イスラームにおける政教一致では、やや事情が異なる。
キリスト教圏では、「キリスト教教会と国家の一体化」ととらえられることになる。だがイスラーム圏では、クルアーンに書かれているとおりに政治が行われ、イマーム（宗教的な最高指導者）が政治もとりしきること、と基本的にとらえられることになる。
現代イランでは、イスラームのイマーム（最高指導者）のもとに政治的な力も集中する憲法体系になっており、行政府、司法府、立法府、イラン・イスラム共和国軍（国軍）、イスラム革命防衛隊の五権の最高位でもあり、国政全般にわたる最終決定権を持つ。憲法に明記されたその権限は、次のようなものを含み、極めて強大かつ広範にわたる。
- 監督者評議会のイスラーム法学者6名の選出権
- 最高司法権長の任命権
- イラン軍の最高司令官としての権限
- 革命防衛隊の最高司令官としての権限（革命防衛隊は、イマーム直属の精鋭部隊でいわば「ふところ刀」であり、イラン国軍の万一の反乱も抑える機能を持つ）
- 大統領の解任権
- 国営テレビ・ラジオ局総裁の任免権

このようにイランの宗教最高指導者は、司法、軍事、大統領、マスコミなどの上に立ち、それらの権力をすべて掌握していることになり、宗教と政治が一体化している。

## 歴史
古代エジプトでは、ファラオつまり古代エジプトの王は、もともとは「ホルス神の化身」と見なされ、第5王朝（紀元前2498年頃 - 紀元前2345年頃）以降には「太陽神ラーの子」とされるなどして、神権による政治を行った。古代エジプトの歴史は数千年以上におよび、さまざまな種類の宗教が勃興した歴史がある（古代エジプトの宗教）。新たな宗教が興るというと、当然そうした新たな信仰の教義を人々に語り広め、宗教儀式をとりしきり、信者たちを束ね、供物や献金などを集め経済的な力も得る宗教指導者が登場したわけだが、ファラオはしばしば、巧みにそうした宗教指導者と宗教を取り込むなどして自身の権力基盤としてたくみに利用したことも多かった。ただし、民衆に対しては、ファラオがそうした宗教を利用しつつ民衆に対する支配力を維持するという神権政治（政教一致）の体制は堅持しつつも、その政権の内部ではファラオと宗教指導者（神官）が一種の緊張関係や主導権の奪い合いになる場合もあり、ファラオのほうが上に立つ場合もあれば、逆に神官のほうがファラオを一種の傀儡のように扱う場合もあり、時には（互いの毒殺、暗殺なども含む）露骨な権力闘争関係になることもあった。
古代イスラエルではKritarchyと呼ばれる統治体制になっていた時代があり、その時代はヘブライ語聖書に記述されているような民族指導者で裁判官（ヘブライ語では　שופטים　shoftim。日本語版聖書では「士師」などと訳される）が唯一の神ヤーウェの代理者だと見なされていた。

## 種類・分類
（あくまでキリスト教圏の学者の研究をもとにしての話であるが）
「政教一致には、教会国家型（Church-State)と国家教会型(State-Church)とがある」と、キリスト教圏での分類用語をそのまま踏襲する形で採用する日本の学者もいる。「教会国家主義 / 国家教会主義」という用語で分類することも。ただしこの分類法は（主にキリスト教圏の学者が使う分類法であり）、基本的に主にキリスト教で実情に焦点を当てて「church 教会」という概念を用いつつ分類しようとしたものなので、キリスト教に関連する政教一致の分類では使えるが、キリスト教会とは無関係なイスラム教での政教一致の分類に関しては、イスラーム独特の事情がありやや事情が異なるので、必ずしもしっくりとくるものではない。同様に「教会国家型 / 国家教会型」という用語・分類法は、キリスト教イスラム教以外の宗教の政教一致に関してもしっくりこない場合がある。

### 教会国家（Church-State)
教会国家型においては、宗教が世俗領域に権威や権力を持つ。ヨーロッパの教会やシャリーアを奉じるイスラム世界などがある。
教会国家主義には神権政治(テオクラシー)やアウグスティヌスの普遍教会などの思想がある。

### 国家教会(State-Church)
広義における国家教会型(State church)では、国家がキリスト教を唯一の正当な宗教として指定し、教会を国家の一機関としてその運営を支配しており、このため教会が国家に従属した状態を指す。この例としてはローマ帝国、中世神聖ローマ帝国のシャルルマーニュ（カール大帝)朝やオットー朝、ザリエル朝、東ローマ帝国(ビザンチン)などがある。
狭義の通常の意味での国家教会型は、宗教改革期に成立し、絶対主義時代に頂点を極めた国家主導型の国家・教会関係、と定義される。例としてはフランスのフィリップ4世、シャルル7世、ドイツのルートヴィヒ4世が先駆的だが、宗教改革以降が決定的である。また、国家教会型に近代日本を入れることもある。
国家教会主義には、国家主権の優位性を唱えたスイスのエラストスや、イングランド国教会がある。